# Ravenea hildebrandtii
Espèce
Statut de conservation UICN

 EN A1c : En danger
Ravenea hildebrandtii est une espèce de plantes à fleurs monocotylédones de la famille des Arecaceae.
Ce palmier nain est une espèce endémique des Comores.
L'épithète spécifique, hildebrandtii,  est un hommage à Johann Maria Hildebrandt (1847-1881), explorateur et botaniste allemand.